# 개혁정치당
개혁정치당(改革黨, 네덜란드어: Staatkundig Gereformeerde Partij, SGP)은 1918년에 설립된 네덜란드의 사회보수주의 정당이다.
이 당은 네덜란드의 바이블벨트라고 불리는 중부 지역에서 인기를 얻고있다. 1980년대에는 10석 이상의 의석을 차지할정도로 거대한 정당이었으나, 네덜란드의 사회가 진보적으로 변화하면서 이 당의 지지자들은 점차 중도우파 성향의 기독교민주당 아펠로 옮겨가 현재는 군소정당으로 남아있다.